# Весенний ковёр царя Хосрова I
 Весенний ковёр царя Хосрова  (перс. بهار کسری‎, Bahār-e Kasrā, из пехлеви Vahār-i Khosrow или перс. فرش بهارستان‎, Farš-e Baharestan) — ныне утерянный большой ковёр (размером около 27×27 м, весом в несколько тонн), сотканный персидскими мастерами во время правления царя Хосрова I (531—579) для его тронного зала дворца в Ктесифоне, столицы Сасанидской империи. Считается самым знаменитым и дорогим в истории и, согласно описанию, в исторических заметках мусульманского ученого аль-Тараби, стал образцом для ковров, изображающих сады. С него началась традиция ткать такие ковры с узором в крупную клетку. Одна из легенд гласит, что ковёр был преподнесен царю мастерами в честь победы персов над римлянами.
Богатство отделки и мастерство исполнения ковра имели и политическое значение — он стал символом власти и мощи, а его красота символизировала божественное происхождение царя.

## Описание ковра
Название «Весенний ковёр» закрепилось, так как на нём был изображен сюжет, демонстрирующий великолепие благоухающего цветущего весеннего сада. Также он назывался «Зимним ковром», так как, согласно легенде, использовался в холодный сезон для напоминания о роскоши весенних садов. В основе ковра — шёлковые нити, рисунок был набран из серебра, золота и украшен драгоценными камнями. В арабских источниках он описывался так: «По краям были изображены прекрасные цветы, вытканные голубыми, красными, жёлтыми и зелёными шёлковыми нитями, а также самоцветами. Нити из золота изображали землю, течение вод было передано прозрачными драгоценными камнями, изумрудами — яркость весенней травы. Из самоцветов были в этом саду и плоды на деревьях, а сами деревья были вытканы шёлком». Предания повествуют, что, когда расстилали этот ковер, весенний воздух проносился по залу, так точно было передано мастерами пробуждение природы.

## История утраты
Упоминания о роскошных персидских коврах встречаются в китайских документах времён, когда в Персии правила династия Сасанидов (224—651). В 628 году византийский император Ираклий I (575—641) привёз большое количество ковров из похода, в ходе которого ему удалось завоевать Ктесифон.
В середине VII века царство Сасанидов пало под ударами арабов. Кочевники-арабы, привыкшие к лишениям, войнам и набегам, сломили сопротивление Персии, истощённой войнами с Византией. Ктесифон был захвачен в 637 году. Драгоценный «Весенний ковёр» не пережил нашествия: персы не смогли его спрятать, и завоеватели разрезали ковёр и увезли из захваченной столицы по частям, а затем распродали. Другая легенда гласит, что второй праведный халиф Умар ибн аль-Хаттаб разослал равные части ковра своим наместникам на местах как символ власти и победы над персами.
Дальнейшая судьба частей ковра остается неизвестной.